# 土黒村
土黒村（ひじくろむら）は、長崎県の島原半島にかつて存在した南高来郡の村。1956年（昭和31年）に東隣の多比良町と合併し、国見町となった。
現在の雲仙市国見町の中部、土黒地区にあたる。

## 地理
島原半島の北部に位置する。「土黒」の地名は、地内の土壌が黒色を帯びている事による。
- 山：九千部岳、鳥甲山
- 河川：土黒川（浜の田川）、土黒西川（西ノ川）、倉地川

## 沿革
- 1889年（明治22年）4月1日 - 町村制施行により、南高来郡土黒村が単独村制にて発足。
- 1956年（昭和31年）9月1日 - 多比良町と合併して国見町となり、土黒村は自治体として消滅。

## 地名
名を行政区域とする。土黒村は1889年の町村制施行時に単独で自治体として発足したため、大字は無し。
なお、土黒村では名の名称を十干に置き換えて表記する。
- 甲 ／ 下原名（しもばる）[3]
- 乙 ／ 川原田名（かわらだ、かわんた）
- 丙 ／ 尾茂名
- 丁 ／ 今出名（いまいで）
- 戊 ／ 篠原名
- 己 ／ 宮田名（みやだ）
- 庚 ／ 八斗木名（はっとぎ）

## 交通

### 鉄道
村域を島原鉄道線が通るが、駅は設置されていない。

## 名所・旧跡
- 土黒川のオキチモズク発生地[4]
- 結城城跡（宮田名）